# Alexander van Hugenpoth tot Aerdt

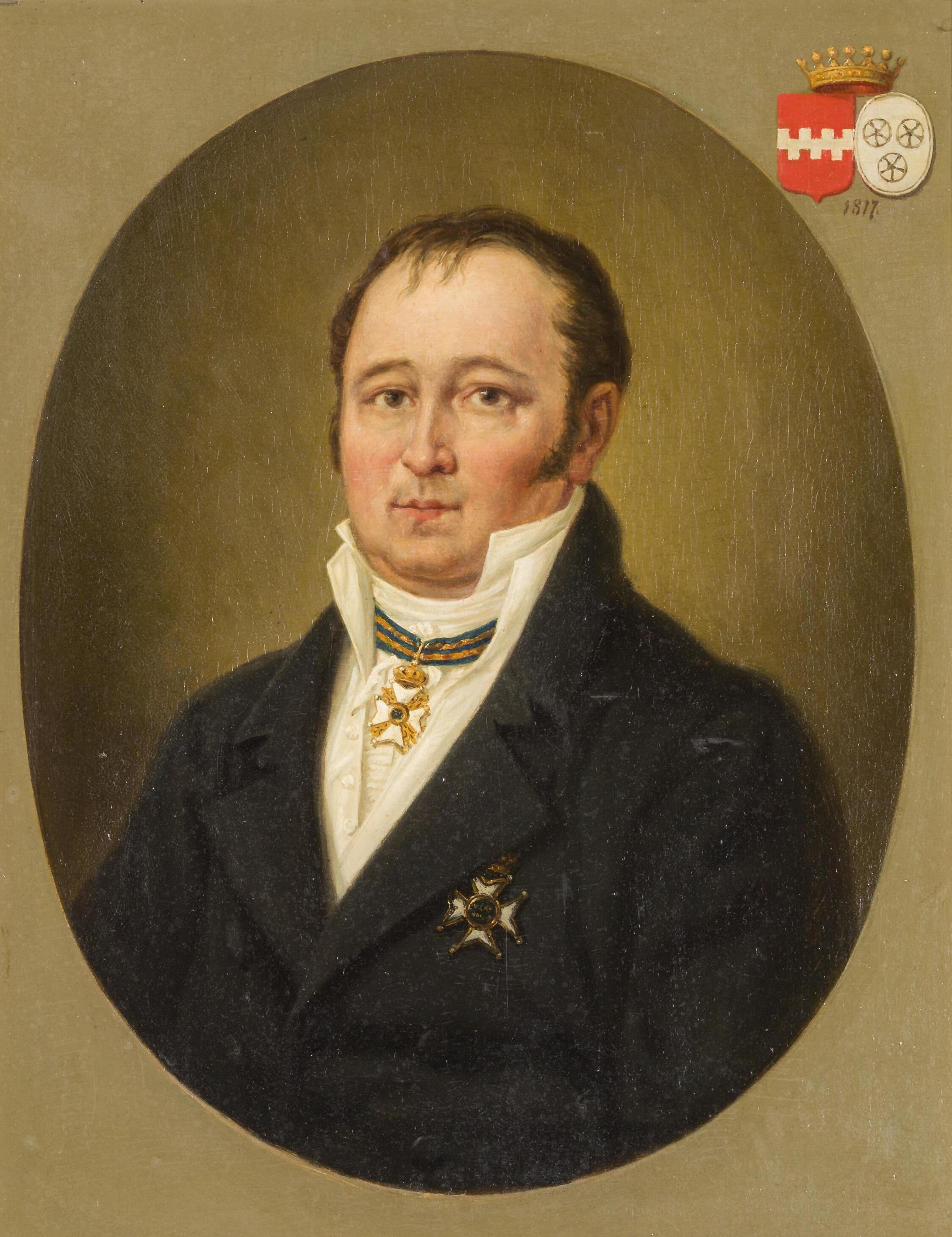
A.W.J.J. baron van Hugenpoth tot Aerdt (1817)

Alexander Wilhelmus Johannes Joseph baron van Hugenpoth tot Aerdt (Huis Heeckeren, Markelo, 31 mei 1780 – Aerdt, 15 augustus 1859) was een Nederlands jurist en politicus.
Alexander von Hugenpoth tot Aerdt werd geboren te Goor in Twente (provincie Overijssel), alwaar zijn ouders het in de gemeente Markelo gelegen „Huis te Goor", de havezate Heeckeren, bezaten. Van Hugenpoth tot Aerdt was de zoon van een rooms-katholiek lid van de Eerste Nationale Vergadering. Hij was in 1809 met 29 jaar de jongste Nederlandse minister. Hij werd op die leeftijd tegen zijn zin door Lodewijk Napoleon tot minister van Justitie en Politie benoemd, omdat de koning ook een katholiek als minister wilde. Voor hij minister werd, was hij advocaat en wethouder van Arnhem. Tijdens de inlijving en onder koning Willem I vervulde hij hoge rechterlijke functies. Na het beëindiging daarvan werd hij in 1838 Eerste Kamerlid. Hij verzette zich - zeer opmerkelijk gezien het positieve stemgedrag van de overige katholieken - in 1848 tegen de liberale Grondwet voor het Koninkrijk der Nederlanden.
- Biografisch Portaal: 25495093
- Digitale Bibliotheek voor de Nederlandse Letteren: huge011
- International Standard Name Identifier: 0000 0003 9268 8617
- Nederlandse Thesaurus van Auteursnamen: 070390355
- Parlement.com: vg09lls93mzh
- Virtual International Authority File: 286814646
- WorldCat: E39PBJhd9fBVPT49dW6XDdVBfq